# 宗教団体法
宗教団体法（しゅうきょうだんたいほう、昭和14年4月8日法律第77号）は、宗教団体について規定した日本の法律。
1939年（昭和14年）4月7日成立、同月8日公布。1940年（昭和15年）4月1日施行。本法は、昭和二十年勅令第五百四十二号「ポツダム」宣言ノ受諾ニ伴ヒ発スル命令ニ関スル件ニ基ク宗教団体法等廃止ノ件（昭和20年勅令第718号）によって、1945年（昭和20年）12月28日から廃止され、新たに宗教法人令（昭和20年勅令第719号）が制定された。

## 沿革

### 前史
明治政府が神道を国家宗教とする祭政一致体制を志向した背景には、江戸幕府における仏教の役割の重要性があると指摘されている。すなわち、仏教寺院が地方分権的な政治的支配機構の一翼を担っていたため、幕藩体制を打破するためには、民衆の生活に浸透した仏教寺院の宗教的・政治的権威を消失させ、これに代わる宗教的・政治的権威を確立する必要があったとされる。幕府は、「宗門人別帳」の制度を通じて、幕府の統治方針と相容れない宗教（例えば、キリスト教、日蓮宗不受不施派、一向宗など）を徹底的に弾圧するとともに、キリシタンを仏教に改宗させるために、寺院にその檀徒であることを証明させて奉行所に提出させる「寺請」制度によって、宗門人別帳の制度を補完していた。さらに、幕府は、「一家一寺の制」（一家が単一の檀那寺の檀家となること）や、「離檀」（檀那寺から離脱すること）の禁止によって、仏教寺院に民衆の監視を担わせることとし、これによって、民衆は、宗教の自由のみならず移転の自由をも制限され、仏教寺院の権威が高められることとなった。幕府は、仏教寺院に行政機関としての役割を担わせることの見返りとして、仏教寺院に対して、「朱印地」や「黒印地」などの寄進地や、寺社の境内外を「除地」として免税措置を与えるなどの経済的保護を与えていた。他方で、仏教寺院の役割が幕府にとって重要であればあるほど、仏教寺院に対する幕府の統制が強化されることとなり、「本末制度」を主軸とする統制が行われていた。こうした統制の結果、江戸時代の仏教界は、後に廃仏毀釈につながる民衆の反感を醸成する堕落・形骸化に甘んじていた側面があったことは否定できないとされている。
明治政府が発足すると、政府は、「祭政一致」の布告（明治元年太政官布告第153号）を行い、地方分権化された諸勢力を打倒することとなった。政府は、まず、神祇行政を所轄する機関として、明治元年1月に、太政官制の三職七科に「神祇科」を設け、次いで、同年2月には三職八局への官制変更に伴い、神祇科を「神祇事務局」に改組した。さらに、明治2年閏4月には、「神祇官」として太政官から独立し（明治2年太政官布告第331号）、かつ、太政官の上位に位置付けられることとなった。
この間、神祇行政においては、諸国の神社や神主を政府の直接管理に移行し（明治元年太政官布告第153号）、他方で、寺院については寺領を没収（上地）して経済的支柱を奪った。さらに、神仏分離に関する布達（明治元年太政官布告第196号、神仏分離令）によって、大衆の廃仏毀釈運動が誘発されるとともに、神社の格付け・序列化を行って、全ての神社を中央集権的に再編成した。また、神官の世襲制を神社の私物化であるとして否定し、神職を官吏として任命することが行われた（明治4年太政官布告第235号）。かくして、官吏である神官が祭式を行い、国家が経営する宗教としての神社神道が確立することとなった。
また、戸籍法制の近代化の過程で、宗門人別帳の制度は廃止され、「宗門改め」に代わって神社が氏子の戸籍上の変動を補助的に管理するために、戸籍の区割ごとに一つの神社を設定し（「郷社定則」（明治4年太政官布告第321号）、「大小神社氏子取調規則」（明治4年太政官布告第322号））、「氏子調べ」によって住民を把握することが企図されたが、戸籍法制にとっては屋上屋を架すものにすぎなかったことから、「氏子調べ」は、明治6年5月には廃止され、失敗に終わった。
明治4年7月に行われた太政官制の大改正に伴い、同年8月には神祇官が廃止され、「神祇省」へと改組されることとなった（明治4年太政官布告第398号）。しかしながら、神祇省も1年足らずで廃止され、明治5年（1872年）3月には、新たに「教部省」が設置された（明治5年太政官布告第82号）。当時の政府は、文明開化政策による海外との交通、外来文化の移入、これらに伴う自由主義思潮の広がりのほか、キリスト教への嫌悪感や、キリスト教に対する仏教界との利害の一致などから、仏教界から神祇行政に対する批判にそれなりの考慮をすることが必要となっていた。そこで、政府は、祭祀と宣教とをともに所轄していた神祇省を解体し、宣教は教部省に担わせ、祭祀は太政官式部寮に移管することとした（明治5年太政官布告第92号）。その後、教部省には、宣教の担い手として「教導職」が設けられたが、その内訳は、神社の祭主・宮司だけではなく、真宗五派及びその他諸宗派の僧侶、旧藩主、公卿等で構成されていた。教導職は、国家神道の宣教の担い手ではあったが、同時に、宗教統制の手段として機能することが企図されていた。すなわち、この時期には、金光教、天理教、丸山教などに対する介入が頻発していたが、その理由は、これらの布教にあたる教祖又は幹部が教導職の資格を有していないという理由からであった。他方、教導職であるからといって、自由に布教することが許されていたわけではなく、説教の内容は、「説教取締」（明治5年教部省番外）によって厳しく制限されていた。さらに、教導職は、神道、仏教それぞれの「管長」によって統括されることとなった。神祇官・神祇省のもとでは、寺格に関係なく地方官が住職任命権を掌握し、本山の末寺支配権は制限されていたが、教部省のもとでは、教導職管長を設けることによって、直接的統制から管長を介在させた間接的統制へと変化させたのであった。もっとも、教院における仏教の布教が禁止されていたことから、真宗各派が教院から離脱することとなり、教部省の機能は事実上停止することとなった。また、信教の自由が欧米からもたらされると、もはや教部省を存続させることは困難となり、明治8年（1875年）5月には大教院が廃止され（明治8年教部省達書乙第4号）、明治10年（1877年）1月には教部省も廃止された（明治10年太政官布告第4号）、教部省の所掌業務は、内務省に新設された社寺局へと移管された（明治10年内務省達乙第2号）。この間、明治8年（1875年）には、「信教の自由保障の口達」（明治8年太政官達第200号）が発出されていたものの、他方において、同年には、讒謗律（明治8年太政官布告第110号）や、新聞紙条例（明治8年太政官布告111号）が制定されていたほか、教導職自体も内務省社寺局に移管されて存続した。もっとも、仏教各宗派から教導職の廃止を求める動きが起きるとともに、「神社は宗教にあらず」とする動きも起きたことから、結局、明治17年（1884年）8月には、教導職も廃止されることとなった（明治17年太政官布告第19号）。そして、教導職の廃止と同時に、「管長制度」が施行されることとなり、管長は、自己の教団に関する教規・宗制を定め、教師・住職の任免・教育に関する事項を規定し、内務卿の認可を得なければならないこととなった（明治17年太政官布告第19号）。
かくして、政府は、教派神道及び仏教各宗派に対する管長による直接的な統制に一応の終止符を打ったものの、他方において、天皇の宗教的権威を高め、神社制度を拡充することはますます進展させていた。このように、独特な「政教分離」と国家神道の浸透とを国家の基本構造として確立したのが、明治22年（1889年）の大日本帝国憲法の制定であった。大日本帝国憲法第28条は、信教の自由を保障しているものの、「安寧󠄀秩序ヲ妨ケス及󠄁臣民タルノ義務ニ背カサル限ニ於󠄁テ」という限定のもとで、すなわち、宗教は、全て神社神道に従属したものとして取り扱われ、信教の自由は、神権天皇制と折り合いをつけることができる限りにおいて保障されたにすぎなかった。
政府は、神道及び仏教については、既存の単行法規の積み重ねによって掌握してきたが、キリスト教の布教活動の掌握には必ずしも積極的ではなかった。その理由は、キリスト教をどんな形であれ統制の対象とすることが、キリスト教を公然と認めることとなるというジレンマからであった。さらに、キリスト教を規律の対象とすることによって、条約改正交渉において日本に不利益が及ぶことも懸念されていた。後者の条約改正交渉に関する懸念については、明治27年（1894年）の日英通商航海条約の締結によって解消されたことから、政府は、明治32年（1899年）7月の「宗教ノ宣布者及堂宇会堂説教所ノ類設立廃止等ノ場合届出ニ関スル件」（明治32年内務省令第41号）によって、キリスト教を対象とする管理統制へと踏み出した。また、後に、明治38年司法次官通牒民刑第117号によって、キリスト教に対する税制上の優遇措置の途が開かれることとなるが、キリスト教を教派神道や仏教と同列に置きながら、その宗教活動を一網打尽にすることが企図されていた。
政府が法人格の付与と法人による財産管理の整備、租税の免除、教師に対する兵役の免除という「アメ」と引き換えに、統一的な法律によって詳細な統制を加えることが可能であると考えた背景としては、次の2点が指摘されている。第一に、キリスト教界において、信教の自由と国家神道（天皇の神聖不可侵性）との関係に関する考え方が一枚岩ではなかったという点である。井上哲次郎が「教育と宗教の衝突」においてキリスト教批判をした際の論争の結果、キリスト教界における主流派は、キリスト教的良心を忠君愛国に従属させる方向へと進んだ。第二に、仏教界の一部（東本願寺を中心とする大日本仏教徒同盟会）などに、「公法人」化への志向があったという点である。管長制度によって、仏教界はある種の自治権を得ていたものの、管長制度の曖昧さから、本末関係、檀徒信徒問題、教師の資格等に関して、政府が介入する余地が残存していた。それゆえ、管長制度における自治権の徹底化を要求するよりも、むしろ、「仏教公認論」を主張して、国家との結びつきを強め、積極的な保護を引き出そうとしていた。
その後、民法（明治29年法律第89号）が制定されると、民法34条は、祭祀、宗教、慈善、学術、技芸、その他の公益に関する社団又は財団であって、営利を目的としないものは、主務官庁の許可を得て、法人とすることができると規定していたが、寺院・仏堂等の古来の宗教団体については、別に特別の法律を制定することとして、民法施行法（明治31年法律第11号）28条において、民法中法人に関する規定は、当分の内、神社、寺院、祠宇及び仏堂には適用しないと規定されていた。

### 明治32年案

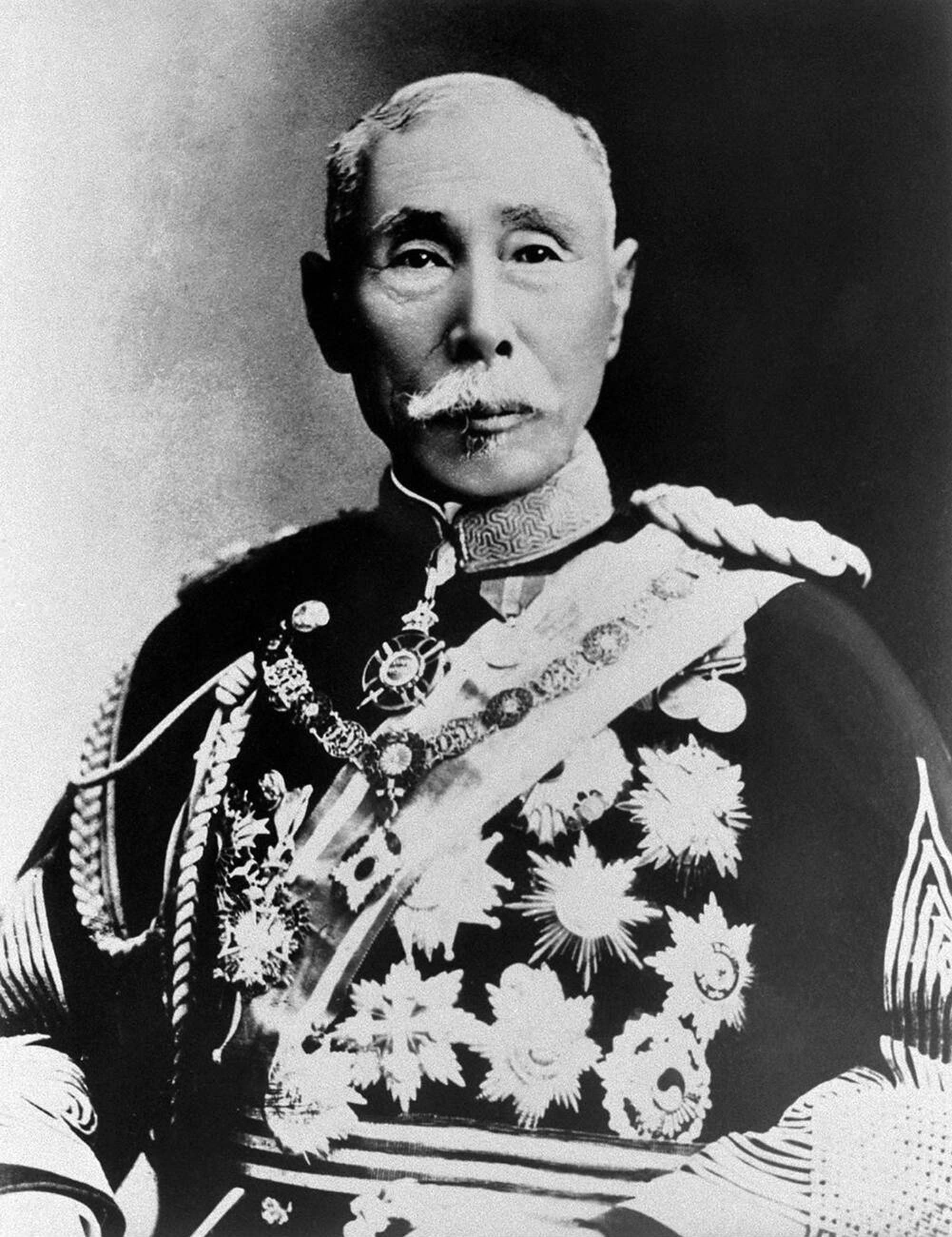
山縣有朋内閣総理大臣

この特別の法律として作成された最初の法案が、明治32年（1899年）12月9日に第2次山縣内閣が第14回帝国議会に提出した「宗教法案」（政府提出）である。本法案は、全ての宗教について、公に宗教を宣布し、又は宗教上の儀式を執行することを目的とする社団又は財団は、本法によらなければ法人となることができない旨を規定していた（1条）。そして、教会は、社団法人又は財団法人とし（2条）、寺は財団法人とした（3条）。また、寺には「参助役」を置き（19条）、宗教上の争議を裁決するため「宗教委員会」を設けていた（30条）。
明治32年の宗教法案に対しては、特に、仏教側から強い反対があったとされる。その理由は、キリスト教と仏教とが法律上同等に扱われることに対する抵抗があったからであるとされる。仏教界の反対意見の要旨は、次のとおりである。
1. 教会及び寺に対して私設会社と同様の私法上の法人格を与え、その監督及び干渉は普通の私法人に対するよりも厳格であって、自治の権能をほとんど認めていない。
2. 教会及び寺を政府と直接の関係として、宗派との関係が希薄であるのは、旧来の習慣を無視し、仏教団体の根底を動揺させるものである。そして、宗教を公法人としないだけではなく、私法人ともせず、みだりに干渉のみを極めている。
3. 法案の全体を通じて、勅令、命令、認可という文字を反復しており、干渉の及ぶところは無限である。
4. 仏教の寺に対して少しも国教又は公認教の権能を与えておらず、その干渉のみが国教に対するがごとく厳峻酷薄である。
5. 全国大多数の信者を有する仏教団体を、少数信徒を有するキリスト教各派と同一列に下して取り扱おうとするのは、不公平であり、不道理であり、政府は、千有余年にわたる仏教の国家における関係を一朝にして破壊し、国民の宗教的態度に前古未曾有の一大変革を強制励行しようとしている。

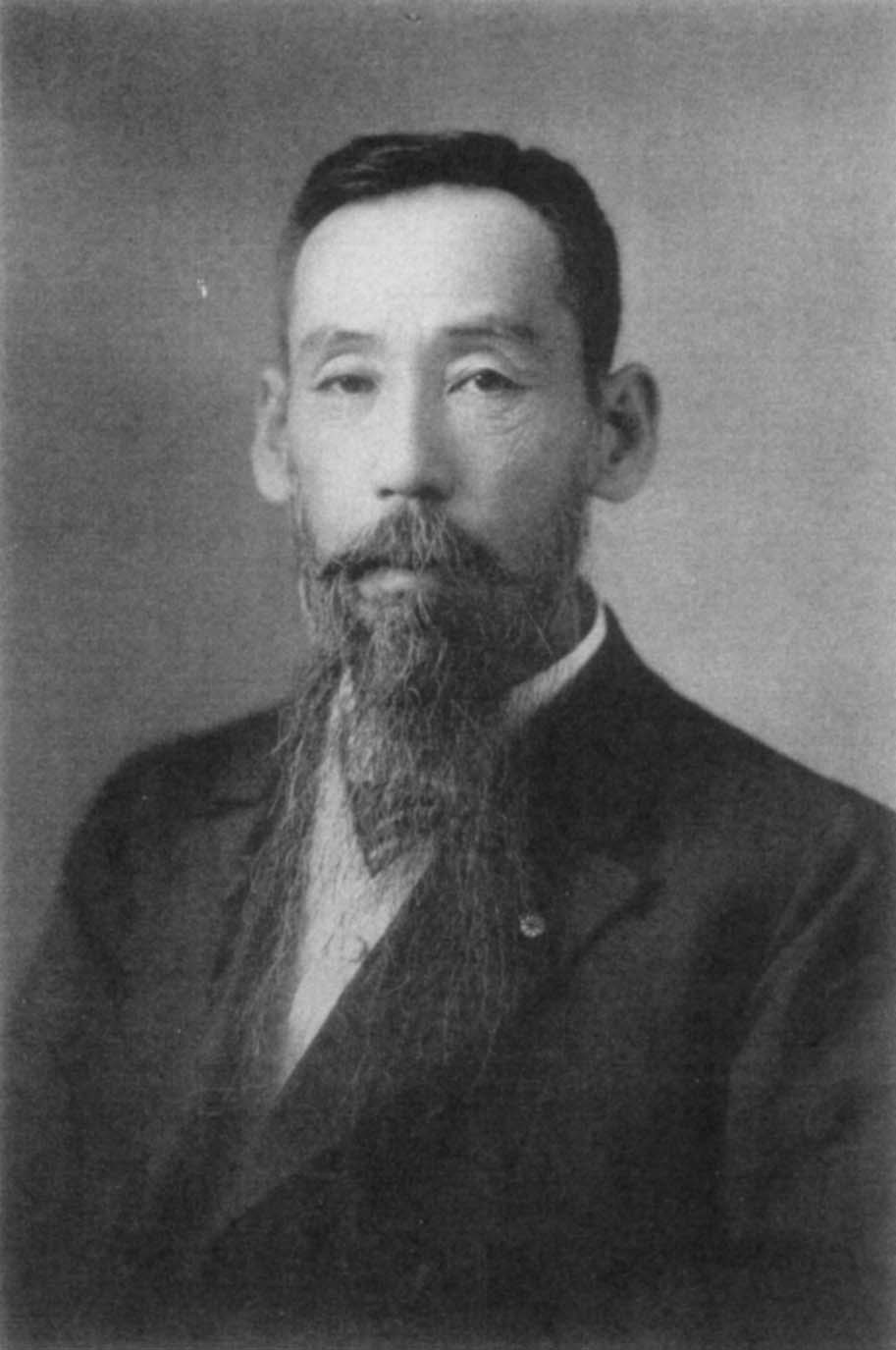
穂積八束

明治32年の宗教法案は、貴族院の特別委員会において、明治32年（1899年）12月16日から翌明治33年（1900年）2月15日まで11回にわたって審議された。特別委員会は、仏教界の反論を受けて修正案を作成し、その質疑の中で、穂積八束特別委員は、次の理由から、修正案を支持する意見を述べた。第一に、信教の自由について憲法上の保障規定があるものの、これを受けた「法律」は未だ存在せず、もっぱら太政官達や訓令、省令以下によって規定されているにすぎないことから、法律によって担保されるのでなければ憲法上の信教の自由は保障されないのも同然であるという点である。第二に、民法施行法28条による法人格取得規定の適用除外の効果は、文言上、神社、寺院、祠宇及び仏堂に限られており、キリスト教には言及されていないことから、キリスト教の教会が法人格を取得しようとすれば、民法34条の規定によって内務省に願い出でればこれを許さなければならず、その結果、キリスト教会は法人化し、仏教寺院は法人化できないという不公平が生じるという点である。
しかしながら、明治32年の宗教法案は、貴族院本会議の第一読会において、出席者221人のうち、100対121の反対多数によって、否決されることとなった。

### 昭和2年案

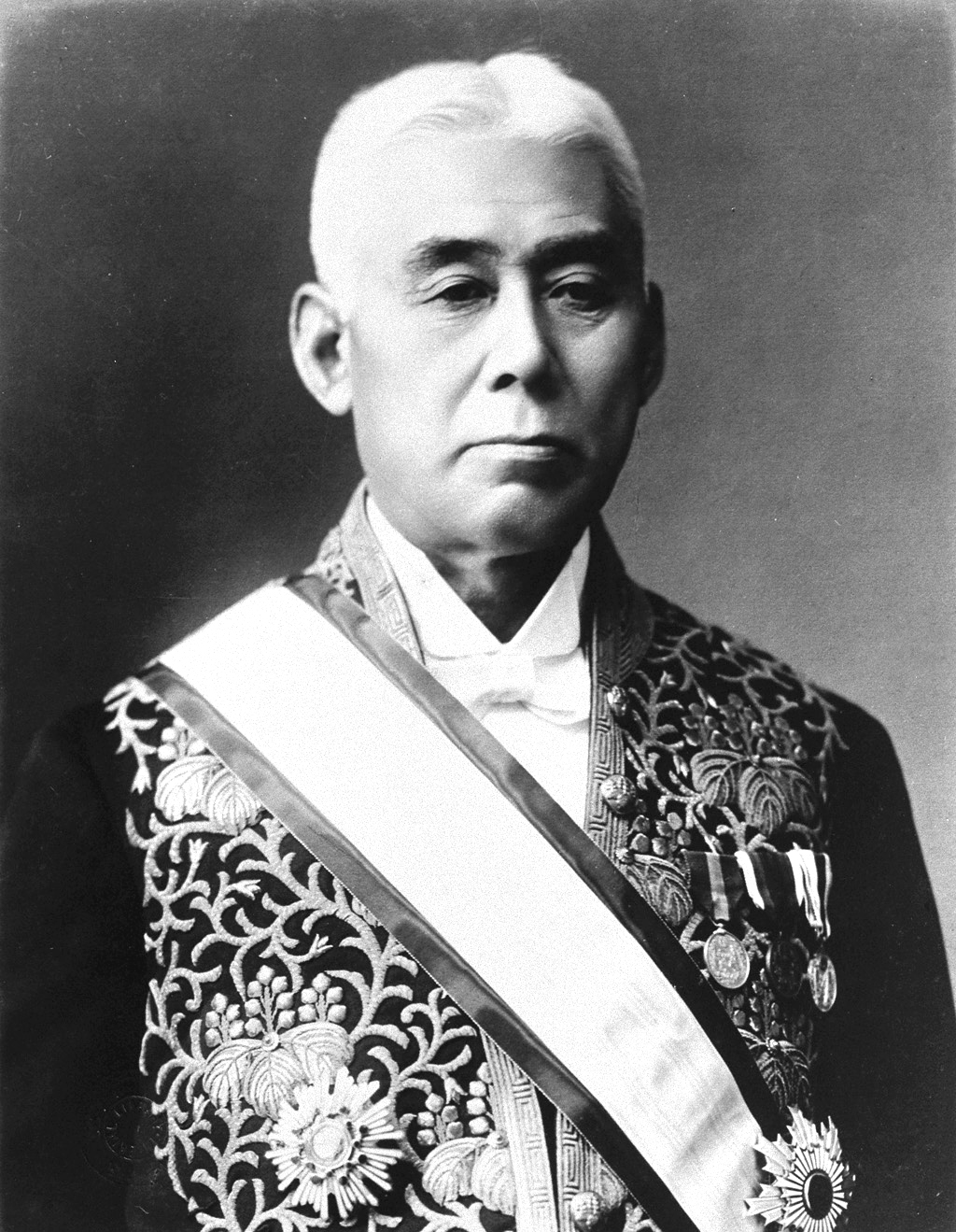
原敬内閣総理大臣

その後、「宗教法案」の提出は断念されていたようであったが、20世紀に入って社会主義思想に根ざした結社活動や、大衆運動などが活発になり（大正デモクラシー）、米騒動などの反体制運動が展開すると、天皇の至上化を唱導して神政復古（大正維新）を目指す大本教が急速に拡大し、現世批判の視点をもつ大本教が政府にとって厄介な存在となった。大正9年（1920年）の第44回帝国議会においては、普通選挙法の論戦の場において、「大本教問題」が政府攻撃の材料として用いられており、思想取締に積極的であった原内閣のもとで、平沼騏一郎検事総長の検挙命令によって、大本教に対する大規模な弾圧が加えられることとなった（第一次大本教事件）。かくして、その後の宗教法案の制定においては、権力に従順な既成宗教に対して保護を提供するとともに管理統制を行い、「淫祠邪教」とみられる宗教に対しては、宗教法の適用を受けることのない禁圧宗教として取り締まることが企図されていたのではないかと指摘されている。
他方において、仏教、教派神道、キリスト教を統一的な宗教法のもとに服せしめることは、裏から見れば、国家神道を宗教法の適用除外とする建前を確立するねらいが込められていることとなる。この間、神社については、神社祭式行事作法（明治40年内務省告示第76号）、神社財産ニ関スル法律（明治41年法律第23号）、神宮神職服制（大正元年勅令第53号）、官国幣社以下神社神職奉務規則（大正2年内務省訓令第9号）などの個別の補充法によって、「国家の宗祀」としての地位が確立・強化されるとともに、明治33年（1900年）には、内務省に神社局が新設され（明治33年勅令第136号）、その他の宗教については宗教局の所轄とされ、宗教行政上、神社とその他の宗教とは異なる行政対象として明確に区別して取り扱われることとなった。

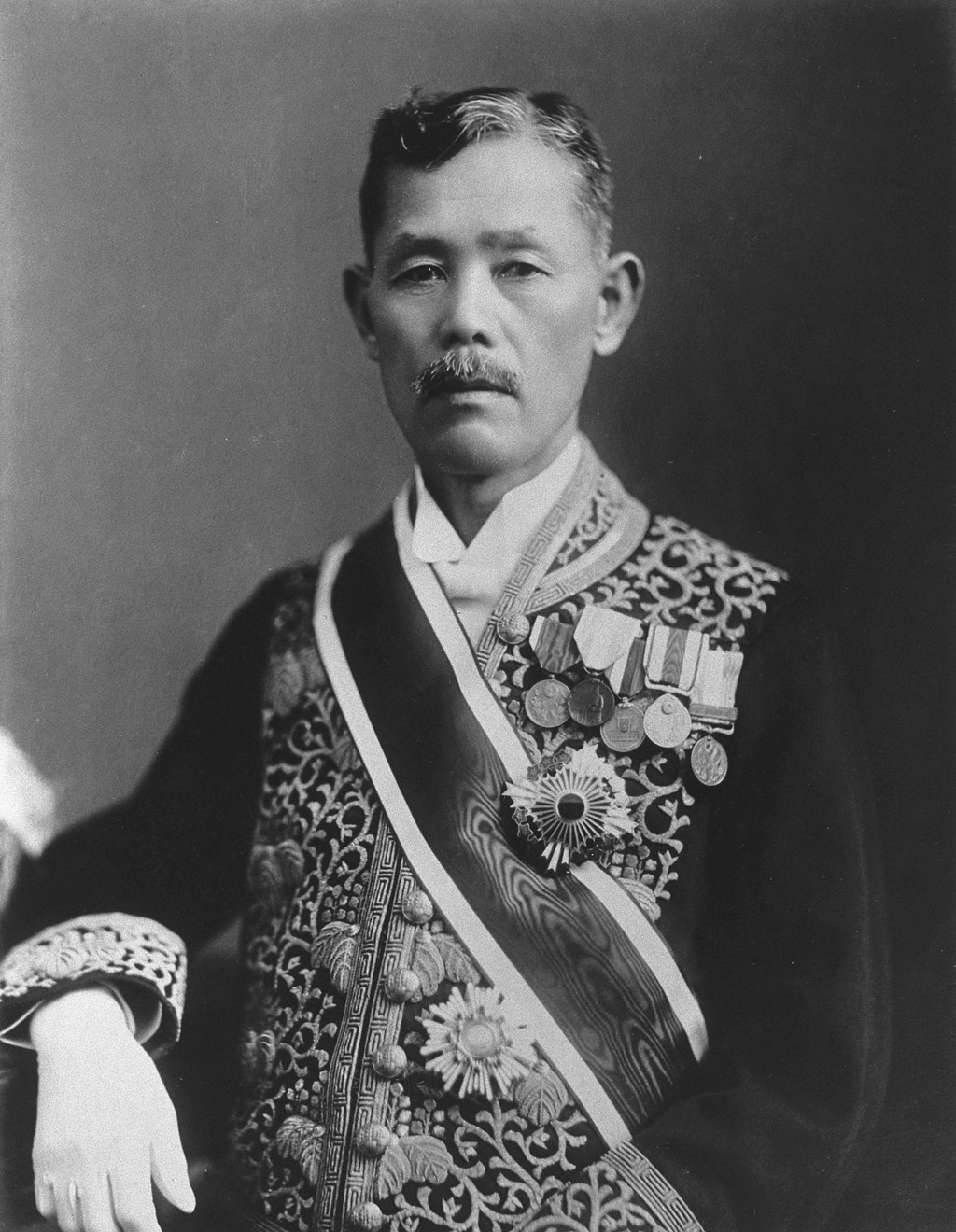
若槻禮次郎内閣総理大臣

こうした中で、大正15年（1926年）に至り、第1次若槻内閣は、再び宗教法案の提案を決意し、まず、法案の要綱を諮問・審議させるため、文部省内に宗教制度調査会を設置することとし、宗教制度調査会官制（大正15年勅令第116号）（大正15年（1926年）5月12日成立、同月13日公布、施行。）を制定した。

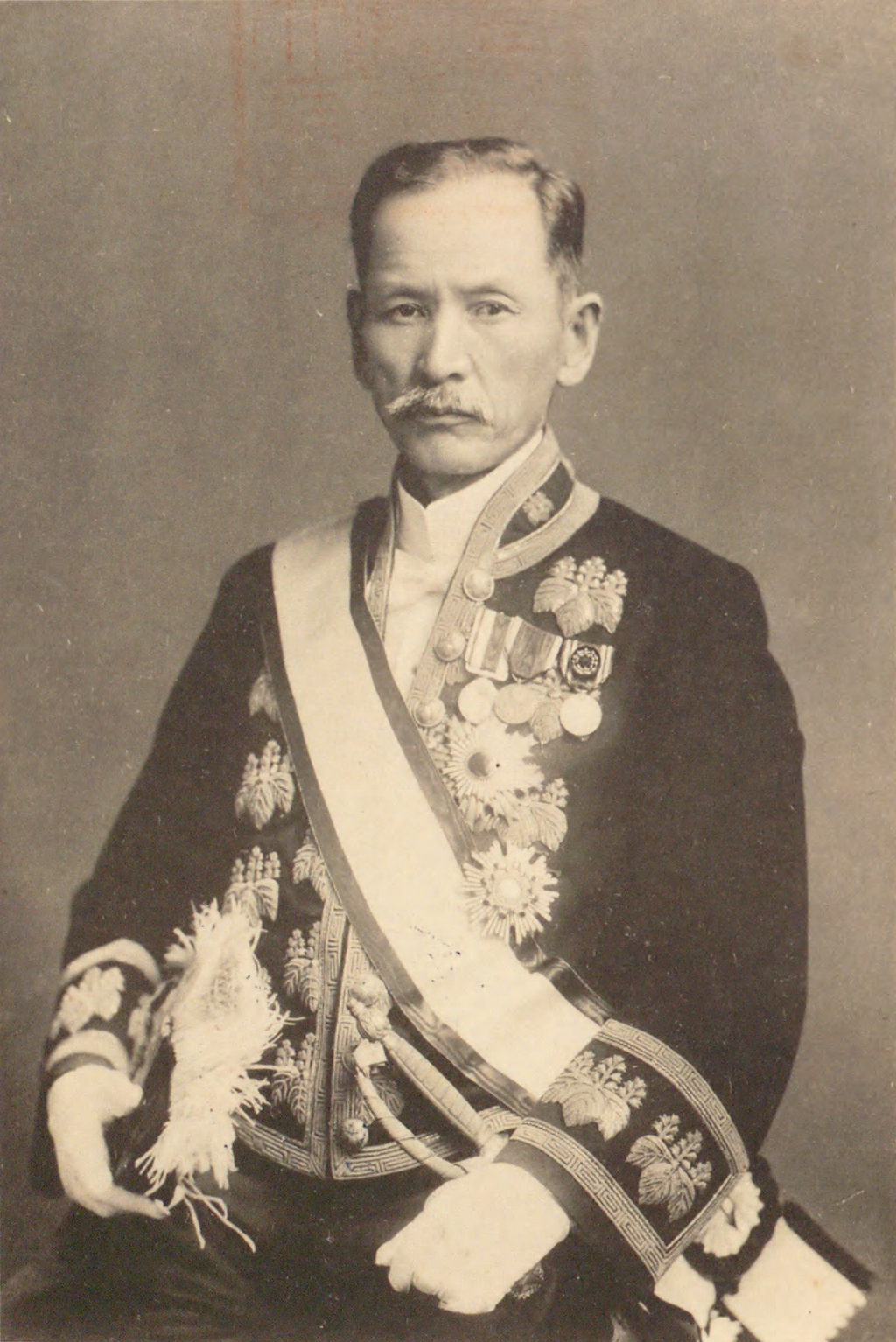
岡田良平文部大臣（第1次若槻内閣）

岡田良平文部大臣は、宗教制度調査会に対して「宗教法案」を諮問し、審議させた上、翌昭和2年（1927年）1月17日、第52会帝国議会に再度「宗教法案」（岡田案）を提出した。
岡田案は、全130条から構成される大法典である。1条は、本法その他の宗教法令は当該法令に別段の規定がある場合を除くほか、文部大臣が指定した宗教に関して適用すると規定しており、「指定宗教」の制度を採用していた。また、教派、宗派及び教団の監督は、文部大臣が行うこと（9条1項）、寺院及び教会の監督その他宗教に関する監督は、第一次に地方長官が、第二次に文部大臣が行うこと（9条2項）、文部大臣は、宗教団体の成規又は秩序を維持するため、必要な処分をすることができること（11条）といった、宗教そのものを監督して取り締まる趣旨の規定が設けられていた。また、附則125条及び126条には、寺院境内地の無償譲与に関する規定が設けられていた。
岡田案が明治32年の宗教法案と異なっているのは、指定宗教と指定を受けないその他の宗教結社とを区別して、後者の宗教結社をも規律の対象とした点である。この規定の導入は、大本教をめぐる一連の事情からして当然であったとされている。
明治32年の宗教法案が仏教側からの反対を受けたのに対し、岡田案は、キリスト教側（日本基督教連盟）からの反対を受けた。その反対意見の要旨は、次のとおりである。
1. 信仰の自由は、憲法及びその他の法律にすでに明文があるもののほかは、制限すべきではない。
2. 宗教団体の組織及び行事は、自治的でなければならない。
3. 信仰による自治体としての宗教団体に対する国家の干渉は、消極的でなければならない。

このほかにも、小野清一郎は、次のとおり岡田案に対する批評を発表していた。
1. 法案が神社に対する関係を全く顧慮していないのは、重大な欠点である。
2. ある既成の宗教を「指定」して、これに相当の保護を与えて監督することはやむを得ないとしても、「指定」の制度は、少なくとも新たな宗教の成立を著しく困難にする。
3. 仏教、（教派としての）神道及びキリスト教に対して平等の取扱いをしようとする点は、正当であり、長所である。
4. 指定宗教団体に対する国家の監督が厳重である。保護が薄く、監督のみが厳重であり、全くその権衡を失している。とりわけ、文部大臣が必要な処分をすることができる旨の規定は、不当である。乱暴な干渉主義であって、既成の宗教団体に対する不正義であるのみならず、本質的価値に対する冒涜である。
5. 管長就職の認可が不当である。これは、国家の行政によって宗教団体を支配するものにほかならず、ほとんど国教主義に近い考えである。
6. その他無用の監督と思われる点が少なくない。時代錯誤的な干渉主義を採ったことが、最大の欠点である。

岡田案は、貴族院の特別委員会において、昭和2年（1927年）2月2日から同年3月16日まで23回にわたって審議されたものの、岡田案に対する反対意見が挙がる中で、審議未了によって廃案となった。

### 昭和4年案

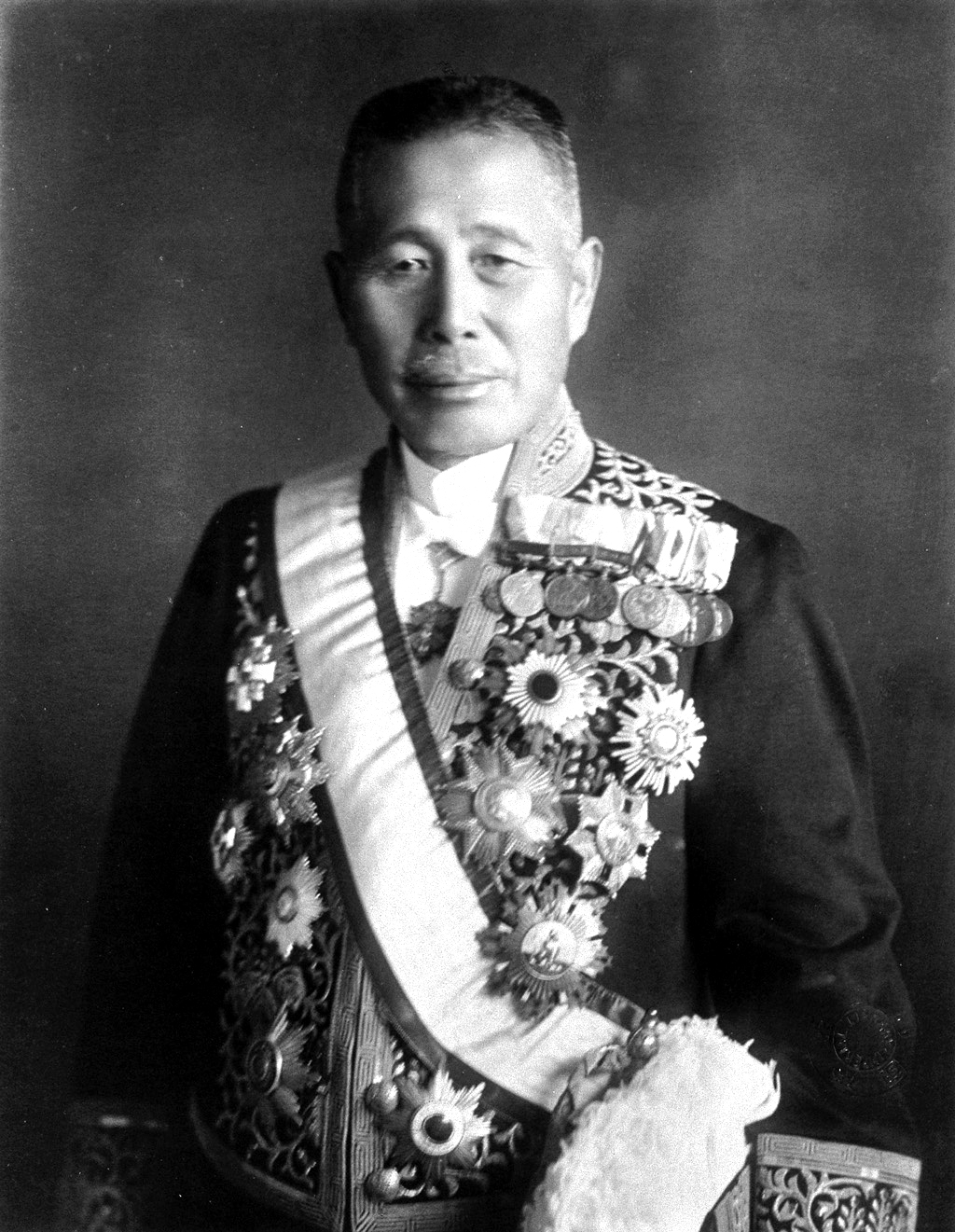
田中義一内閣総理大臣

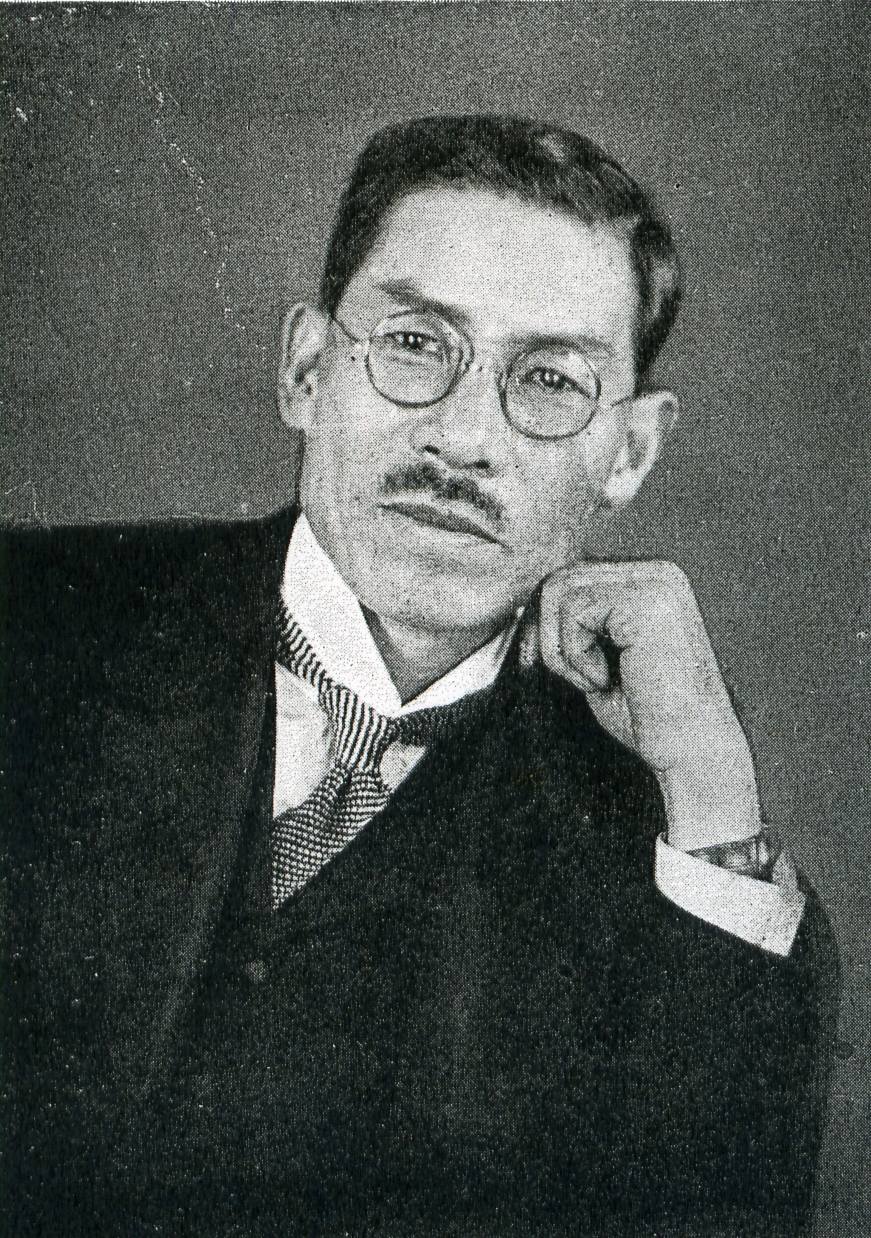
勝田主計文部大臣（田中義一内閣）

昭和4年（1929年）1月、田中義一内閣の勝田主計文部大臣は、再び宗教制度調査会に対して諮問し、法案の名称を「宗教団体法案」（勝田案）と改めて、第56回帝国議会に提出した。法案の名称が「宗教法案」から「宗教団体法案」へと改められた理由は、宗教そのものへの干渉であるとの批判をいたずらに惹起することのないようにするためであったとされる。
勝田案によれば、本法は、別段の規定がある場合を除くほか、宗教団体に関して適用する（1条）、本法において、宗教団体とは、教派、宗派、教団、寺院及び教会をいう（2条）、教派、宗派及び教団の監督は、主務大臣が行う（6条1項）、寺院及び教会の監督は、第一次に地方長官が、第二次に主務大臣が行う（6条2項）と規定されており、「宗教」そのものではなく、「宗教団体」を法の対象とする態度がとられていた。
勝田案においては、岡田案と異なり、宗教結社の活動に関する事前の許可制（岡田案27条）が事後の届出制（21条1項）に変更され、必要な処分をすることができるとされていた監督官庁の権限（岡田案12条）を、監督上必要がある場合に報告を徴し、又は実況の調査をすることができる旨に限定した（9条）。このように、統制の色彩が後退した理由は、宗教結社の活動について、設立認可の際に事前に取り締まるよりも、まず結社を届出によって把握して、その後に治安警察法（明治33年法律第36号）による取締（結社禁止処分など）に委ねるほうが効果的であると考えられたためであるとされている。もっとも、規制権限については、包括的な権限（10条1項、10条2項、14条等）が残存しており、代替可能であった。
また、勝田案においては、岡田案と異なり、文部大臣の指定や、宗教審議会の設置と宗教の指定に関する諮問などの規定が削除されたことから、宗教界からの反対運動は、これまでの宗教法案に対するものに比べて決して強いものではなかったとされている。

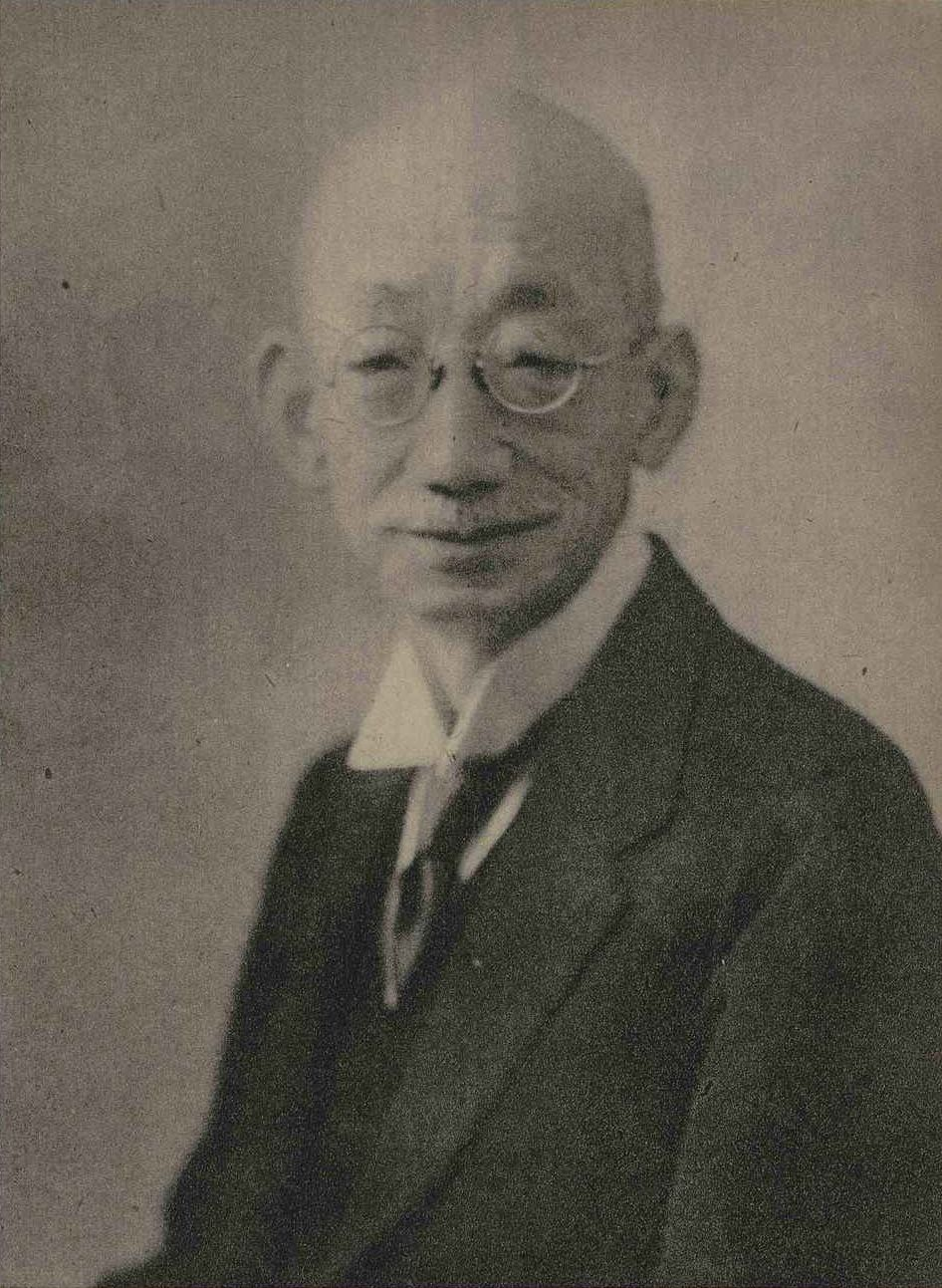
美濃部達吉

勝田案は、貴族院の特別委員会において、昭和4年（1929年）2月19日から同年3月24日まで12回にわたって審議された。勝田文部大臣は、帝国議会での答弁において、伊藤博文『憲法義解』を引用し、大日本帝国憲法第28条の信教の自由には、内心の信仰の自由のみが含まれるのであって、宗教団体の活動という外部に現れる信仰活動に対する国家の介入は自明の理であると主張した。この点については、憲法28条の信教の自由には、外部における宗教行為の自由や、宗教結社の自由も含まれるという美濃部達吉などからの批判がなされていた。勝田文部大臣が主張するように、宗教結社の自由が憲法28条の問題ではないとするならば、むしろ、集会・結社の自由を規定した憲法29条の問題となるはずであった。そして、憲法29条の問題であるならば、この問題は、治安維持法（大正14年法律第46号）の制定によって、すでにある種の決着をみていたはずであると指摘されている。
しかしながら、勝田案は、張作霖爆殺事件を主たる要因とする田中内閣の政治力低下によって、可決を強行することができなくなり、審議未了によって廃案となった。

### 昭和10年案

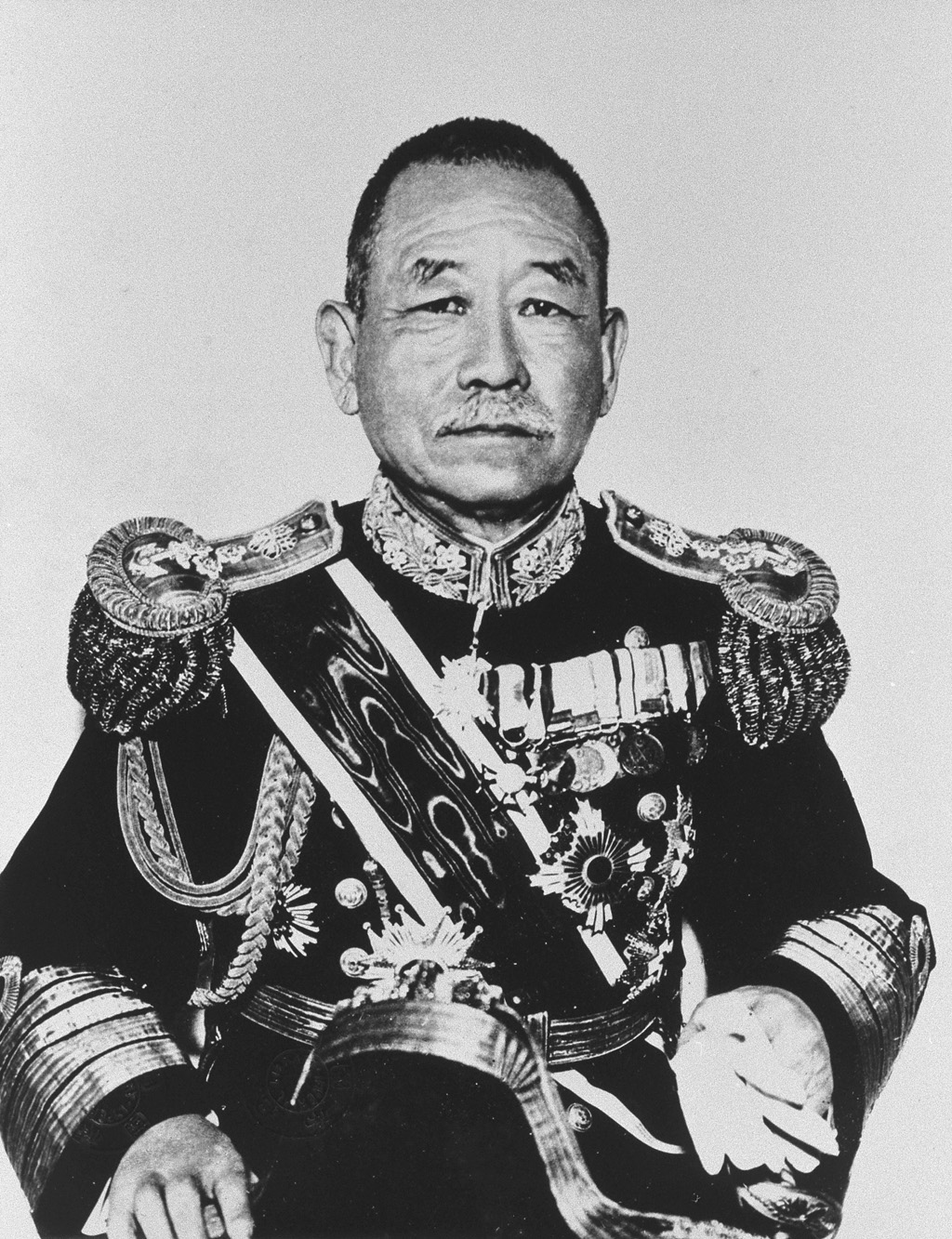
岡田啓介内閣総理大臣

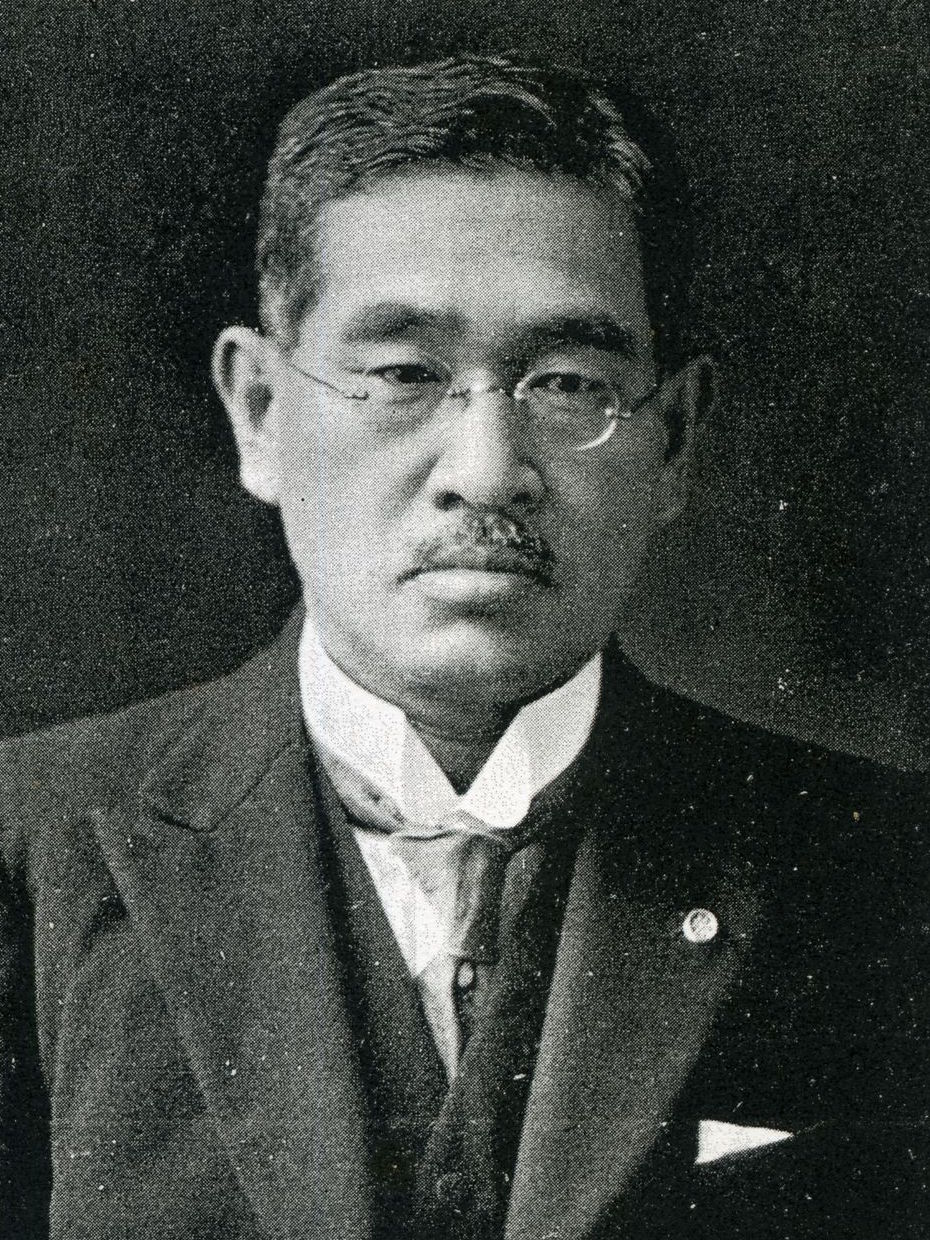
松田源治文部大臣（岡田内閣）

昭和10年（1935年）12月、岡田内閣の松田源治文部大臣は、宗教制度調査会に対して「宗教団体法案要綱」及び「宗教団体法草案」（松田案）を諮問し、宗教制度調査会において審議されたが、未だ成案を得るに至らず、昭和12年（1937年）11月に至り、第1次近衛内閣の木戸幸一文部大臣によって諮問が撤回された。
昭和13年（1938年）11月に再び「宗教団体法案要綱」が宗教制度調査会に対して諮問された。「宗教団体法案要綱」は、多数の規定を勅令又は命令に委任しており、従来100か条以上に及んでいた規定を、わずか37か条に圧縮したものであった。

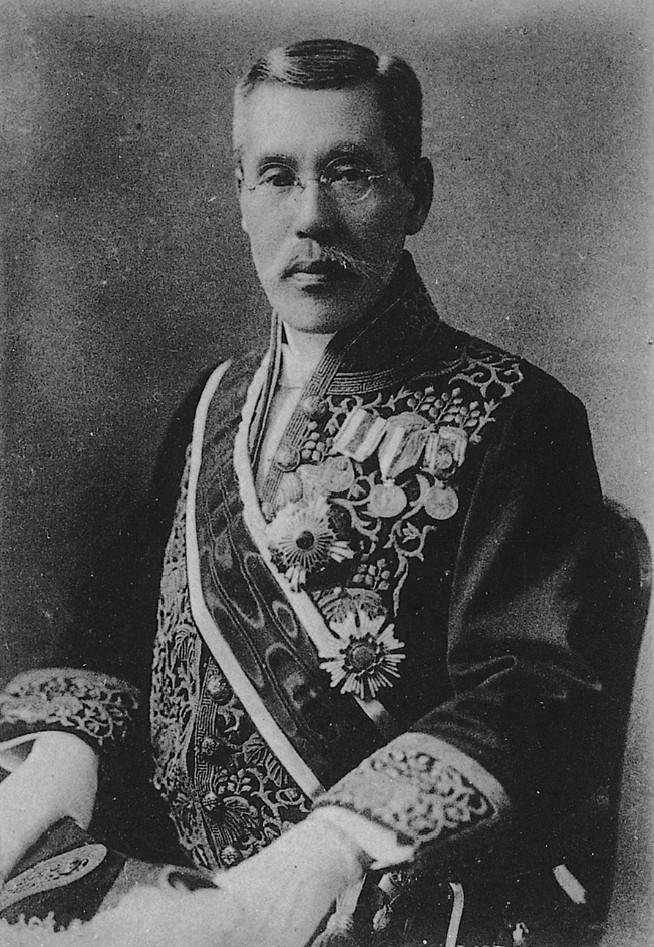
平沼騏一郎内閣総理大臣

翌昭和14年（1939年）1月、平沼内閣は、第74回帝国議会に本法案を提出し、本法案は、同月25日から同年2月16日まで貴族院の特別委員会において審議された。貴族院の特別委員会における政府の説明は、次のとおりである。
1. 宗教の意義について、宗教を定義することは困難である。一般社会通念において宗教と認められたものを宗教として取り扱う。
2. 神社は、宗教ではない。宗教を超越したものである。いやしくも、神社崇敬と相容れない宗教の教義は、宣布することが許されない。
3. 本法案によっても、将来回教の教会又は教団を設立する途は開かれている。
4. 破産による解散は、小委員会において削除された。
5. 外国に本山又は本部を有するものについては、本邦内に存在する部分をもって一つの教団として取り扱い、わが国の国情に適用して健全な発達を遂げさせる。
6. 僧侶の妻帯については、各宗派の自律にまつべき性質のものであって、一律の方針をもって臨むことは不可能である。
7. 宗教教師の資格について、本法にこれを規定するときは、各教宗派に通じる最低限度を定めるほかないことから、むしろ、教規宗制においてそれぞれの実情に応じた資格の規定を設けるのが適当である。
8. 宗教団体内部の各種の選挙については、教規、宗制、教団規則を認可するに当たり、選挙の規定に不備のないように十分に注意し、違反のある場合には、適当な監督措置を講じなければならない。
9. 未成年管長については、修正。
10. 教師が宗教団体の制規に違反した場合の取締については、団体の自治的取締に委ねることが適当である。
11. 宗教結社の届出主義と認可主義については、認可主義による場合は、かえって多数の結社が取締の範囲外に逸脱するおそれがあり、また、実際において、認可すべきか否かの判断に苦しむ場合が少なくない。
12. 宗教振興の方策については、本法の制定とともに、教化活動助長の方法を講じ、宗教的情操の涵養についても更に効果あらしめるように考究する。

本法案は、昭和14年（1939年）2月18日に貴族院において可決され、衆議院へと送付された。衆議院においては、同月27日から同年3月22日まで特別委員会において審議された。衆議院の特別委員会における政府の説明は、次のとおりである。
1. 神社は、国の宗祀として、全ての国民が報本反始の誠を致して崇敬し、惟神の道を遵奉すべきものである。いかなる宗教の教義であっても、これに抵触して矛盾することは許されない。
2. 本法案は、本邦内における宗教の活動状況を基本として立案されたものであるから、特に回教の名称を掲げないが、回教も他の宗教と同様に国家の保護と監督とを受け得ることはもちろんである。
3. 時局と宗教との関係については、宗教を通じた国民思想の涵養は、切実にその必要を感ずる。この際、宗教家の自覚と奮起とを促し、内においては国民精神総動員、外においては大陸国策をはじめ、各方面に宗教家の協力と活躍とを求める。
4. 中国における布教の問題については、大陸における日本の宗教家の活動の促進について、種々の方途を講じている。
5. 宗教に関する調査会を設置する必要がある。
6. 宗教団体内部の選挙の取締については、社会教化の任にある宗教家自身の覚醒にまつことが根本であって、国法によって処罰の途を講ずるよりも、宗教団体の自治に任せるのが適当である。
7. 宗教結社の取締については、文部省及び内務省が緊密な連絡のもとに、一層周到な注意をもって監督し、弊害を未然に防止することに努める。
8. 宗教教育の問題については、学校教育における宗教情操の涵養はもちろんのこと、社会教育、家庭教育の方面においても、その効果を挙げるように努める。
9. 宗教教師の資格については、極力、教師の資質向上を図る。
10. 寺院、教会の財産の監督については、その財政を堅実化することが本法において最も意を用いている点であり、なお十分に監督・指導に努める。
11. 治安警察法5条1項3号については、削除による弊害も考慮されることから、十分に研究する。

衆議院においては、本法に対し、次の希望条項が附せられた。
1. 政府は、時局に鑑み、特に宗教家の活動を促進するため、速やかに、適当な方策を講じなければならない。
2. 政府は、宗教教師の資格向上について、特に考慮を払い、遺憾なきことを期すべし。
3. 政府は、将来、宗教団体内部における各種の選挙並びに宗教の名のもとにおける営利を目的とする行為について、厳重な監督をし、その粛正に努めなければならない。

かくして、本法案は、昭和14年（1939年）3月23日に衆議院本会議において可決され、成立した。これまでの法案と異なってスムーズに可決された事情としては、政府の立場から見た「淫祠邪教」が挙げられる。この間、政府は、大本教に対する弾圧をはじめとして、新興仏教青年同盟（昭和11年（1936年）12月）、ひとのみち教団（昭和12年（1937年）4月）、天理本道（昭和13年（1938年）11月）、キリスト教系教会など、多くの宗教団体や個人の宗教活動に対する弾圧を展開していた。これらの弾圧を通じて、政府は、単に消極的に「淫祠邪教」を取り締まるだけではなく、戦時イデオロギー体制への有効な動員効果を得た。他方で、「淫祠邪教」に対する一般市民の排斥感情を利用するとともに、さらに、類似宗教団体と合法的宗教活動団体との差別化によって既成の主流派宗教団体の賛同を取り付けることに成功したのであった。

## 概要
本法制定の趣旨は、次の点にある。
- 法令の統一整理

宗教団体に関する法令は、太政官布告等の雑多のものによって構成されており、いずれも断片的であって、その数は300余に及んでいた。そのため、宗教行政の根本法規を制定して、繁雑な規定を整理・統一した。
- 法律上の地位の確立

従来、宗教団体の法律上の地位は、極めて不明確であった。特に、キリスト教その他の教団については、何らの法的根拠もなかった。本法によって、法律上の基礎を明確にし、寺院以外の宗教団体が法人となる途を開いた。
- 財産に関する規定の整備

寺院財産及び教会財産の管理の公正と堅実な運用を期するため、財産の管理及び処分に関する規定を整備した。
- 宗教団体の保護

各種租税の免除、公衆礼拝用建物及び敷地に対する差押えの禁止、不当又は違法な処分に対する訴願、行政訴訟の許可等によって、宗教団体の保護を図った。
- 監督の強化

宗教団体及びその教師に対する監督規定を整備し、宗教行政の強化を図った。
- 宗教結社に関する規定の新設

新興宗教団体又は類似宗教団体に対しては、従来、もっぱら警察取締のみに任せられていたが、本法によって、宗教行政上の監督取締規定を新設して、その監督に遺憾なきを期し、淫祠邪教を事前に防止するとともに、その善良なものの発達を指導し得るようにした。
本法は、宗教に関する団体を対象とするものであるところ、宗教に関する団体を「宗教団体」と「宗教結社」とに大別した。「宗教団体」と「宗教結社」とに関する各規定は、それぞれ独立しており、その体系を異にしている。1条から22条は、「宗教団体」に関する規定であり、23条から25条は、「宗教結社」に関する規定であり、26条から28条は、両者に関する罰則規定である。
本法の効果として、宗教団体の設立認可の取消し（16条）、宗教上の行事の制限・禁止（16条）、宗教教師の業務停止（26条）などの監督権限と併せて、宗教団体の合同をもたらした。本法には、包括団体の合併に関する規定はあるものの、合併を強制する旨の規定は存在していなかったが、他方において、宗教結社として活動するためには、かなりの犠牲を払う必要があったことから、仏教、教派神道、キリスト教のそれぞれにおいて、宗教団体の合同が行われた。この宗教団体の合同によって、一元化した国家的統制に服せしめることが容易になったと指摘されている。
また、本法の最大の特徴は、神社神道に関する規定を有しない点である。これは、先行する法案と共通する点であり、神社神道を中心とする国体の観念に各宗教が従属することは自明の理であったと指摘されている。これまでは、統一法典が存在していなかったために、天皇制国家神道を創設しながら、政教分離原則や信教の自由との間に生ずる矛盾を取り繕ってきたのであったが、統一法典である宗教団体法が制定され、かつ、その中に神社神道が規定されなかったことによって、「神社は宗教にあらず」という前提のもとに積み重ねられてきた宗教行政が、近代法の中に盛り込まれることとなった。